# Neixiang
Neixiang (内乡县,  Nèixiāng Xiàn) ist ein Kreis der bezirksfreien Stadt Nanyang in der chinesischen Provinz Henan. Er hat eine Fläche von 2.301 Quadratkilometern und zählt 569.400 Einwohner (Stand: Ende 2018).
Der alte Kreisregierungsitz von Neixiang (Neixiang xianya 内乡县衙) steht seit 1996 auf der Liste der Denkmäler der Volksrepublik China (4-177).